# Left 4 Dead 2
Left 4 Dead 2 ist ein von Valve entwickelter, vor allem kooperativ gespielter Ego-Shooter. Die Fortsetzung von Left 4 Dead erschien am 17. November 2009 weltweit über Steam und in den USA für Xbox 360 sowie am 20. November im weltweiten Handel für beide Plattformen. Left 4 Dead 2 enthält neue Waffen und Gegner und spielt vorwiegend im Süden der Vereinigten Staaten.
Kunden, die die Fortsetzung über die Distributionsplattform Steam vorbestellt hatten, konnten die Demo bereits ab dem 27. Oktober 2009 spielen. Zudem erhielten sie im Spiel exklusiv einen Baseballschläger als Nahkampfwaffe. Allen anderen stand die Demo vom 3. November (zwei Wochen vor dem Erscheinen des Spiels) bis Ende November zur Verfügung.

## Handlung
Wie schon im ersten Teil bricht in der Fortsetzung eine Krankheit namens green flu (deutsch: „grüne Grippe“) aus, durch die Menschen zu Infizierten mutieren. Left 4 Dead 2 spielt eine Woche nach den Ereignissen aus Teil 1, also „drei Wochen nach der ersten Infektion“. Wie im Intro zu sehen, versuchen die vier Überlebenden Coach, Ellis, Nick und Rochelle, eine Evakuierungsstation zu erreichen, um von dort aus mit Helikoptern aus dem verseuchten Gebiet geflogen zu werden. Allerdings verpassen sie das Militär knapp und müssen sich aus eigener Kraft aus der Stadt retten.
Wie im ersten Teil, bilden die fünf Kampagnen eine nachvollziehbare chronologische Reihenfolge. In der 1. Kampagne Infektionszentrum fliehen die Überlebenden am Ende mit einem Auto aus einem Kaufhaus, zu dem sie sich vorher hin- und durchgekämpft hatten. Die 2. Kampagne Dunkler Karneval beginnt damit, dass sie zu Fuß weiter gehen müssen, da eine Barrikade aus Autos jede Weiterfahrt unmöglich macht. Die Gruppe kämpft sich danach durch einen verseuchten Jahrmarkt und wird schließlich von einem Helikopter evakuiert. Nach dem Starten der 3. Kampagne Sumpffieber findet man heraus, dass sich der Pilot des Helikopters in einen Zombie verwandelte und dass die Überlebenden notlanden mussten. Diesmal ist das Ziel, sich durch ein Sumpfgebiet zu schlagen, um letztlich an einem verlassenen Plantagenhaus von einem Boot abgeholt zu werden. Da dem Boot zum Anfang der 4. Kampagne Sturmflut der Sprit ausgeht, muss die Gruppe an Land nach Treibstoff suchen, wo sie jedoch von einem Unwetter überrascht werden und der Rückweg länger als gedacht dauert. Zu Beginn der 5. Kampagne Die Gemeinde hat das Boot die Truppe so nah wie möglich an eine Evakuierungsstation des Militärs gebracht, Ziel ist es nun, sich zu einer Brücke durchzukämpfen um am anderen Ende den letzten Hubschrauber zu erwischen.

### The Passing
Im Frühling 2010 wurde das erste DLC veröffentlicht, welches die neue Kampagne The Passing enthielt. Sie behandelt das Aufeinandertreffen der Überlebenden aus Teil 1 und Teil 2. Gemeinsam senken sie eine Brücke, um die Weiterfahrt zu ermöglichen. Chronologisch gesehen finden die Ereignisse zwischen der 1. und 2. Kampagne statt.

### The Sacrifice
Im Herbst 2010 wurde ein neues DLC für Left 4 Dead 2 veröffentlicht. Dies beinhaltet eine Zusatzkampagne genannt The Sacrifice und die Kampagne Mercy Hospital aus dem ersten Teil (gleichzeitig ist das Add-on auch mit dem ersten Teil von Left 4 Dead kompatibel, hier wurde nur die Kampagne The Sacrifice hinzugefügt). Ziel in The Sacrifice ist es, sich mit den Überlebenden aus Left 4 Dead 1 zu einer Brücke durchzukämpfen, welches den Grundstein für das zuvor erschienene DLC The Passing legt. Gekämpft wird sich durch Hafengelände, Lagerhallen und zum Teil Schiffe. Am Ende müssen (auf der gleichen Karte des ersten Updates, aber diesmal aus der Sicht der „Vorgänger“) Generatoren gestartet werden, um die Brücke zu senken. Am letzten Generator opfert sich ein Spieler für die Gruppe. Angedeutet wird dies in einem dafür erschienenen Trailer, wo die Spielfigur Bill, bewaffnet mit einem Molotowcocktail, gegen eine Meute Zombies läuft, damit die Überlebenden fliehen können, sowie in einem online erschienenen Comic. Abgesehen von der Trailervorlage kann jedoch jeder Spieler den letzten Generator starten.

### Cold Stream
Der DLC Cold Stream enthält die restlichen vier verbleibenden Left-4-Dead-1-Kampagnen sowie die Community-Kampagne Cold Stream. Veröffentlichungstermin war der 25. Juli 2012. Bereits am 22. März 2011 wurde die Beta-Version von Cold Stream für den PC veröffentlicht, welche bis zum DLC-Release laufend verbessert wurde. Außerdem wurden die Kampagnen Dead Air am 22. Juli 2011 und Blood Harvest am 12. August 2011 als Beta-Version für den PC veröffentlicht.

## Spielprinzip

### Infizierte
Neben den normalen Infizierten sind auch die besonderen Infizierten aus Teil 1 (Hunter, Smoker, Boomer, Tank und Witch) im Spiel wiederzufinden. Hinzugefügt wurden drei weitere besondere Infizierte. Zuerst der Charger, der wie ein Dampfhammer auf seine Opfer zurennt, sie greift, und wiederholt auf den Boden schlägt, des Weiteren der Jockey, der auf die Schultern seines Opfers springt, und diesen daraufhin lenken kann, sowie der Spitter, welcher einen ätzenden Säureteppich auf den Boden spuckt. Die Witch wurde um ein Feature erweitert: die wandernde Witch sitzt nicht wie üblich auf einer Stelle, sondern läuft ziellos umher.
Auch unter den normalen Infizierten gibt es einige neue Arten, die sogenannten uncommon common. So gibt es Infizierte in Bauarbeiterkleidung, die einen Helm tragen, weswegen sie Lärm nicht mitbekommen (u. a. bei Rohrbomben). Des Weiteren verleiht ihnen der Helm Schutz, weshalb man sie nicht mit einem gezielten Schuss in den Kopf töten kann. Außerdem gibt es Infizierte in Chemikalienschutzanzügen die oft Boomerkotzbehälter tragen oder Polizisten mit kugelsicheren Westen, die ihnen eine gewisse Unempfindlichkeit gegen Feuer bzw. Gewehrkugeln verleihen. Manche der Infizierten tragen auch Militärkleidung und tragen Rohrbomben mit sich herum. In der zweiten Kampagne findet man Clowns, die durch ihre quietschende Pappnasen weitere Infizierte anlocken (ähnlich einer Rohrbombe oder Boomer-Kotze) und in der dritten Kampagne sogenannte Schlammkriecher, die die Überlebenden auf allen vieren angreifen und so im Sumpf schwer zu treffen bzw. sehen sind.

### Waffen
Nachdem die Auswahl der Waffen im ersten Teil des Spiels recht überschaubar war, wurde das Arsenal des zweiten Teils aufgestockt. Eine der Neuerungen sind die verfügbaren Nahkampfwaffen. Neben dem Baseballschläger, der nur für Vorbesteller verfügbar ist, wurden dem Spiel ein Cricketschläger, eine Bratpfanne, eine Feuerwehraxt, eine Brechstange, ein Katana, eine Machete, ein Tonfa, eine E-Gitarre sowie eine Kettensäge hinzugefügt. Auch wurde eine Desert Eagle als alternative Pistole hinzugefügt.
Die Gewehre umfassen zwei Maschinenpistolen, davon eine schallgedämpfte, zwei Pumpshotguns, eine davon verchromt, die automatische Shotgun aus dem ersten Teil und eine automatische SPAS-12 Shotgun. An Sturmgewehren gibt es eine AK-47, die ein kleines Magazin besitzt, langsam und ungenau, dafür aber sehr stark ist, eine M16, die ein gutes Mittelmaß bei den erwähnten Kriterien hat, und das Combat Rifle, das über große Genauigkeit, Durchschlagskraft und Magazingröße verfügt, allerdings kein Dauerfeuer, sondern nur Feuerstöße verschießt. Zusätzlich zu dem alten Jagdgewehr wird ein Scharfschützengewehr mit hoher Präzision und großem Magazin zur Verfügung gestellt. Außerdem gibt es einen Granatwerfer und auch Munitionsupgrades (Brand- und Sprengmunition), wodurch man ein volles Magazin der Spezialmunition erhält und anschließend wieder mit normaler Munition weiterschießt. Sprengmunition hat unter anderem den Vorteil, dass sie die speziellen Infizierten zum Stolpern bringt, während die Brandmunition ihre Ziele in Flammen setzt, das auch auf nahestehende Infizierte überspringen kann. Außerdem kann man ein Laser-Visier an seine Waffe anbringen, das die Genauigkeit erhöht.
Kunden aus Deutschland stehen exklusiv Waffen aus dem Spiel Counter-Strike: Source zur Verfügung, wenn sie die Cut-Version des Spieles besitzen.

### Hilfsmittel
Neben den Hilfsmitteln aus Teil 1, Verbandszeug und eine Dose Schmerztabletten, gibt es in Teil 2 mit Adrenalin und Defibrillator neue Hilfsmittel. Diese werden nach dem Zufallsprinzip in der Spielewelt verteilt, oft auch in Räume und Orte abseits des Hauptpfades. Sofern nicht im höchsten Schwierigkeitsgrad gespielt wird, unterstützt das Spiel die Spieler, indem es Pillen und Adrenalin, falls nötig, durch Verbandszeug ersetzt. Ansonsten ist Verbandszeug außerhalb von Saferooms kaum aufzufinden. Pillen und Adrenalin kann man an Mitspieler weitergeben, wenn die diese benötigen, mit dem Verbandzeug kann man sich entweder selber heilen oder einen Teamkollegen verarzten und der Defibrillator kann gestorbene Mitspieler wiederbeleben. Das Verbandszeug ist auch das einzige Hilfsmittel was einen Spieler der einen „grauen Bildschirm“ hat, also mehrfach am Boden lag und beim nächsten Niederschlag sterben würde, soweit heilen kann, dass er eine erneute Überwältigung übersteht. Viele Spieler verzichten wegen der wenigen Verbandspäckchen meist darauf Bots zu verarzten, solange diese nicht wichtig für den Fortschritt im Levelabschnitt sind, die Bots hingegen erkennen den Zustand des Spielers und nutzen vorhandene Verbandspäckchen oder Pillen um dem Spieler zu helfen.

### Spielmodi
Neben den aus Teil 1 bereits bekannten Spielmodi Koop, Versus und Survival, gibt es in Left 4 Dead 2 zusätzlich den Scavenge-Mode. Hier müssen es die Überlebenden schaffen, so schnell wie möglich Benzinkanister zu einem Generator zu bringen. Die Kanister befinden sich in direkter Umgebung des Generators. Die Suche wird durch attackierende Infizierte erschwert. Welches Team schneller eine gewisse Anzahl von Kanistern beschaffen konnte, gewinnt.
Zudem kann in Kampagnen ein zusätzlicher Realismus-Modus aktiviert werden. Dieser erschwert die Erkennung von Teammitgliedern – aufgrund der fehlenden, leuchtenden Umrandung – und Spieler müssen angreifende Infizierte genauer treffen, um diese zu töten.
Im Frühling 2010 kam im DLC-Update ein neuer Spielmodus namens „Mutation“ hinzu. Jede Woche wird durch ein Update ein spezieller Spielmodus möglich. Seit Herbst 2012 sind alle Mutationen auch einzeln unabhängig von den Updates anwählbar. Beispiel: Die Mutation „Ausblutung“ in einer Kampagne im Koop-Modus sorgt dafür, dass kein einziges Verbandspäckchen auffindbar ist und der Spieler nur temporäre Lebenspunkte besitzt.

## Technik
Solange das Spiel läuft werden alle Aktivitäten innerhalb des Spiels aufgezeichnet und bei Beenden des Spiels an Valve übertragen („Cloud-Synchronisation“). Diese Funktionalität ist nicht abstellbar und ein fundamentaler Teil des Geschäftsmodells, da auf Basis dieser Information regelmäßige Updates eingestellt werden, die das Spiel „interessant“ halten sollen. So wurde die Bewegungsgeschwindigkeit der „Infizierten“ mehrfach erhöht, um den Spielverlauf schwierig zu halten. Welche Informationen übertragen werden, ist nur zum Teil bekannt, da ähnliche Funktionen bereits in der Half-Life-Reihe eingeführt wurden.
Es wurden Portierungen für Mac OS X und Linux veröffentlicht. Anders als ursprünglich angekündigt, erschien keine Version für PlayStation 3.

## Entwicklung

### Synchronisation
| Figur    | Englischer Sprecher | Deutscher Sprecher |
| -------- | ------------------- | ------------------ |
| Coach    | Chad Coleman        | Tilo Schmitz       |
| Rochelle | Rochelle Aytes      | Kerstin Draeger    |
| Ellis    | Eric Ladin          | Tim Knauer         |
| Nick     | Hugh Dillon         | Erik Schäffler     |
| Virgil   | Randall Newsome     | ?                  |

## Rezeption
PC Games meinte, das Spiel sei „eine konsequente Fortsetzung zu Left 4 Dead.“ Bemängelte jedoch die Eintönigkeit und die knappe Story. Im Vergleich zum Vorgänger gehe die Geradlinigkeit verloren. Die neuen Elemente machen das Spiel laut Eurogamer zunächst einmal komplexer. Das Spiel sei praktisch eine Computerspiel-Erweiterung, das als Vollpreistitel verkauft werde, bemängelte GamersGlobal. Die geschnittene Fassung wurde von Gamezone negativ aufgenommen und abgewertet.

### Jugendschutz und geschnittene Versionen
Die in Deutschland erhältliche Version ist im Gegensatz zur Original-Version, welche unter anderem in Österreich und der Schweiz erhältlich ist, gewaltgemindert. Ähnlich wie bei Teil 1, musste auch das deutsche Cover verändert werden, damit es keinen abgerissenen Daumen mehr darstellt. Die Original-Version wurde am 15. Februar 2010 vom Amtsgericht Tiergarten wegen Gewaltdarstellung (Aktenzeichen 353 Gs 694/10) nach § 131 StGB beschlagnahmt. Im Februar und März 2019 wurde der Beschlagnahmungsbeschluss vom AG Berlin-Tiergarten aufgehoben, aber diese Versionen unterliegen aufgrund der Indizierungen im Listenteil B in Deutschland weiterhin einem Verbreitungsverbot und dürfen nicht weiterverkauft werden. Am 28. Januar 2021 wurden alle Versionen vom Index gestrichen.

### Ungeschnittene Version
Nach Aufhebung der Indizierung wurde die ungeschnittene Version am 28. Januar 2021 auf Steam in Deutschland veröffentlicht. Spieler die bereits eine geschnittene Fassung besitzen können diese durch eine ungeschnittene ersetzen.

### Internationale Anpassungen
Im Vereinigten Königreich musste ebenfalls das Cover der DVD-Box verändert werden. Nicht jedoch, weil es einen abgerissenen Daumen zeigt, sondern weil das V-Zeichen mit Zeige- und Mittelfinger (welches für den zweiten Teil des Spiels steht) mit dem Handrücken zum Betrachter eine Beleidigung darstellt, ähnlich dem Stinkefinger. Für DVD-Boxen im Vereinigten Königreich wurde die Hand umgedreht, sodass die Handinnenfläche zu sehen ist.
In Australien wurde dem Spiel vom Office of Film and Literature Classification eine Alterseinstufung verweigert. Die Kommission beanstandete, dass das Spiel „realistische, frenetische und unerbittliche Gewaltdarstellung“ enthalte und nicht für Personen unter 18 Jahren geeignet sei. Da es in Australien keine Alterseinstufung ab 18 Jahren gibt, durfte das Spiel somit dort nicht verkauft werden. Nachdem einem Einspruch von Valve nicht stattgegeben wurde, veröffentlicht man das Spiel nun in einer geschnittenen Version (ab 15 Jahren), in der keine abgetrennten Gliedmaßen, Enthauptungen, Verwundungen und Ansammlungen toter Körper zu sehen sind.

### Community-Boykott
Die Ankündigung des zweiten Teils löste unter einigen Anhängern des ersten Teils großen Unmut aus. Man befürchtet, dass sich die Community auf beide Spiele aufteilen könnte sowie die versprochenen kostenlosen Erweiterungen an Left 4 Dead eingestellt oder zumindest mit geringerer Priorität bearbeitet würden. Am 1. Juni 2009 wurde eine Steam-Gruppe mit dem Namen L4D2boycott gegründet. Die Gruppe hatte am 4. Juni bereits 5000, am 9. Juni 21.000, am 11. Juni bereits 26.000 und am 20. Juli mehr als 40.000 Mitglieder. Nach einem Besuch des Gruppengründers bei Valve gab dieser bekannt, den Boykott zum 21. Oktober 2009 zu beenden. Seine Ängste seien bei diesem Besuch zerstreut und alle im Manifest der Gruppe enthaltenen Forderungen umgesetzt worden.